# Ronde van La Rioja 2007
De Ronde van La Rioja 2007 werd gehouden van 27 april tot en met 29 april in Spanje.

## Etappe-overzicht
| etappe | datum    | start        | finish       | afstand  | winnaar          | klassementsleider |
| ------ | -------- | ------------ | ------------ | -------- | ---------------- | ----------------- |
| 1e     | 27 april | Lardero      | Calhorra     | 150,4 km | Alberto Loddo    | Alberto Loddo     |
| 2e     | 28 april | Casalarreina | Casalarreina | 168,0 km | Vladimir Karpets | Rubén Plaza       |
| 3e     | 29 april | Logroño      | Logroño      | 140,8 km | Pablo Urtasun    | Rubén Plaza       |

## Etappe-uitslagen

### 1e etappe
| rang | renner              | land       | tijd       |
| ---- | ------------------- | ---------- | ---------- |
| 1    | Alberto Loddo       | Italië     | 3u 37' 02" |
| 2    | Cândido Barbosa     | Portugal   | z.t.       |
| 3    | Aleksej Markov      | Rusland    | z.t.       |
| 4    | Edgardo Simón       | Argentinië | z.t.       |
| 5    | David Herrero       | Spanje     | z.t.       |
| 6    | Marco Zanotti       | Italië     | z.t.       |
| 7    | Joaquín Sobrino     | Spanje     | z.t.       |
| 8    | Manuel Ortega Ocaña | Spanje     | z.t.       |
| 9    | Joaquín Ortega      | Spanje     | z.t.       |
| 10   | Jesus Rosendo Prado | Spanje     | z.t.       |

### 2e etappe
| rang | renner              | land     | tijd       |
| ---- | ------------------- | -------- | ---------- |
| 1    | Vladimir Karpets    | Rusland  | 4u 19' 54" |
| 2    | Rubén Plaza         | Spanje   | z.t.       |
| 3    | David Arroyo        | Spanje   | + 0' 53"   |
| 4    | Matteo Carrara      | Italië   | z.t.       |
| 5    | Cândido Barbosa     | Portugal | z.t.       |
| 6    | Manuel Lloret       | Spanje   | z.t.       |
| 7    | David Bernabéu      | Spanje   | z.t.       |
| 8    | Amets Txurruka      | Spanje   | z.t.       |
| 9    | Alberto Losada      | Spanje   | z.t.       |
| 10   | Dionisio Galparsoro | Spanje   | z.t.       |

### 3e etappe
| rang | renner                | land        | tijd       |
| ---- | --------------------- | ----------- | ---------- |
| 1    | Pablo Urtasun         | Spanje      | 3u 08' 26" |
| 2    | Koldo Fernández       | Spanje      | + 2' 59"   |
| 3    | Cândido Barbosa       | Portugal    | z.t.       |
| 4    | Javier Cherro Molina  | Spanje      | z.t.       |
| 5    | Dionisio Galparsoro   | Spanje      | z.t.       |
| 6    | Matteo Carrara        | Italië      | z.t.       |
| 7    | Jorge Garcia Nogaledo | Spanje      | z.t.       |
| 8    | Philippe Schnyder     | Zwitserland | z.t.       |
| 9    | Juan José Oroz        | Spanje      | z.t.       |
| 10   | Rubén Plaza           | Spanje      | z.t.       |

## Eindklassementen

### Algemeen klassement
| Plaats    | Naam                | Ploeg                  | Tijd      |
| --------- | ------------------- | ---------------------- | --------- |
| Gele trui | Rubén Plaza         | Caisse d'Epargne       | 11u08'21" |
| 2         | Vladimir Karpets    | Caisse d'Epargne       | z.t.      |
| 3         | Cândido Barbosa     | Liberty Seguros        | +00' 53"  |
| 4         | Dionisio Galparsoro | Euskaltel-Euskadi      | z.t.      |
| 5         | Matteo Carrara      | Unibet.com             | z.t.      |
| 6         | Amets Txurruka      | Euskaltel-Euskadi      | z.t.      |
| 7         | David Bernabéu      | Fuerteventura-Canarias | z.t.      |
| 8         | Eladio Jiménez      | Karpin-Galicia         | z.t.      |
| 9         | Alberto Losada      | Caisse d'Epargne       | z.t.      |
| 10        | Manuel Lloret       | Fuerteventura-Canarias | z.t.      |
|           |                     |                        |           |
| 21        | Huub Duyn           | Team Slipstream        | +02' 31"  |
| 67        | Pieter Jacobs       | Unibet.com             | +18' 47"  |